# Ялама (станция)
Яла́ма (азерб. Yalama) — железнодорожная станция Азербайджанских железных дорог. Расположена в селе (ранее — посёлке) Ялама Хачмазского района Азербайджана, в 3-х километрах от государственной границы с Российской Федерацией на стыке с Северо-Кавказской железной дорогой.

## История
Станция введена в промышленную эксплуатацию и открыта для пассажиров и грузовой работы на линии Дербент — Баладжары частной Владикавказской железной дороги 1 (14) ноября 1900 года. В начале XX века эксплуатационная длина линии Дербент — Баладжары составляла 217 вёрст. Маршрут обслуживали поездные и тяговые бригады паровозного и вагонного сараев станции Баладжары Владикавказской дороги. На станции имели остановку все пассажирские, курьерские и почтово-багажные поезда.
В 1919 году по линии станции проходила граница между Азербайджаном и территориями контролируемыми Добровольческой армией. О тех временах на станции Ялама упоминает в своём романе «Али и Нино» известный немецкий писатель, журналист и мистификатор Курбан Саид.
Расположена недалеко от реки Яламы, одного из притоков Самура, примерно в 200 километрах к северо-западу от столицы Азербайджана города Баку. После открытия железнодорожной станции вокруг неё вырос одноимённый посёлок.

Станция является основным пунктом прибытия и отправления для туристов, посетителей Самур-Яламинского национального парка.

## Пассажирское движение
На станции останавливаются все поезда дальнего следования международного сообщения, следующие до Москвы, Ростова на Дону и Киева которые имеют продолжительную остановку в Яламе (30-50 мин.), во время которой с азербайджанской стороны проводится пограничный контроль и таможенные процедуры, включая досмотр пассажиров, багажа и их личных вещей.
Гражданам России при пересечении границы с Азербайджаном требуется заграничный паспорт, действительный на срок не менее 90 суток.
Гражданам других государств, с которыми у Азербайджана нет соглашения о безвизовом режиме въезда, потребуется виза, которую необходимо оформить заранее и которая не оформляется на железнодорожном пункте пропуска «Ялама»
Ежедневно со станции отправляется и прибывает электропоезд № 611/612 сообщением Ялама — Баку формирования ADY.

### Перевозчики и расписания
| Перевозчик                      | Дистанция                             | Расписание                                               |
| ------------------------------- | ------------------------------------- | -------------------------------------------------------- |
| Азербайджанские железные дороги | Международное и пригородное сообщение | ADY Архивная копия от 17 декабря 2018 на Wayback Machine |
| Российские железные дороги      | Международное и пригородное сообщение | ADY Архивная копия от 17 декабря 2018 на Wayback Machine |

## Коммерческие операции, выполняемые на станции
- Продажа пассажирских билетов. Прием и выдача багажа.
- Приём и выдача повагонных отправок грузов на открытых площадках.
- Приём, хранение, отправка и выдача повагонных отправок грузов (крытые склады)[9].